# Droga wojewódzka nr 687
Droga wojewódzka nr 687 – droga wojewódzka w województwie podlaskim łącząca Juszkowy Gród z Nowosadami o długości ok. 25 km.
Droga zaczyna się na skrzyżowaniu z drogą wojewódzką nr 686 w Juszkowym Grodzie, następnie biegnie m.in. przez Bondary, okolice Zalewu Siemianówki i Narewkę, aż do skrzyżowania z drogą wojewódzką nr 685 w Nowosadach.
Trasa charakteryzuje się głównie dużą liczbą przejazdów przez tory kolejowe, których jest sześć, z czego cztery przez czynne tory. Na odcinku Skupowo – Zwodzieckie trasa biegnie przez Puszczę Ladzką.